# Sankt Stanislausorden
Sankt Stanislausorden var en rysk kejserlig orden instiftad som en polsk orden 7 maj 1765 av Stanisław II August Poniatowski, kung av Polen. Den 27 november 1831 togs orden över som en rysk kejserlig orden. Sedan 1917 är orden en husorden tillhörande det ryska huset Romanov.